# キアミアシイグチ
キアミアシイグチ（黄網脚猪口、学名:Retiboletus ornatipes）はイグチ目イグチ科キアミアシイグチ属のキノコである。食不適。

## 分布
日本、中国、ロシア沿岸州、および北アメリカ東部に分布する。ブナやナラなどのブナ科の広葉樹林で夏から秋にかけて発生する外生菌根菌で、単生～群生する。

## 特徴
傘は直径4.5～8 cm、初めはまんじゅう形で、のちに丸山形～やや平らに開く。傘表面は帯黄褐色、帯褐オリーブ色、または暗オリーブ色で粘性はなく、ややビロード状を呈する。管孔は黄色のち灰黄色。孔口は管孔と同色で、小型（0.5～1 mm程度）。管孔と柄の関係は上生、直生、または多少垂生。
柄は長さ5～11 cm、太さ6～30 mmで、ほぼ上下同幅。中実で硬いため、折れやすい。柄表面はやや粉質で、多少翼状に隆起した黄色の網目模様を有する。基部は白い菌糸で被われており、菌糸が傷つくと橙黄色に変色する。肉は黄色で硬く締まり、切断すると徐々に濃い黄色となるが、イグチ科ヤマドリタケ属のイロガワリなどで見られるような青変性はない。
かつては食用キノコと分類されていた時期もあるが、わずかに酸臭を有し、苦味があるため食用には適さないとされる。

## 近縁種
キアミアシイグチ属 (Retiboletus)
- クロアワタケ (R. griseus)
- モエギアミアシイグチ (R. nigerrimus)